# 广州北回归线标志塔
23°26′31″N 113°28′56.16″E / 23.44194°N 113.4822667°E

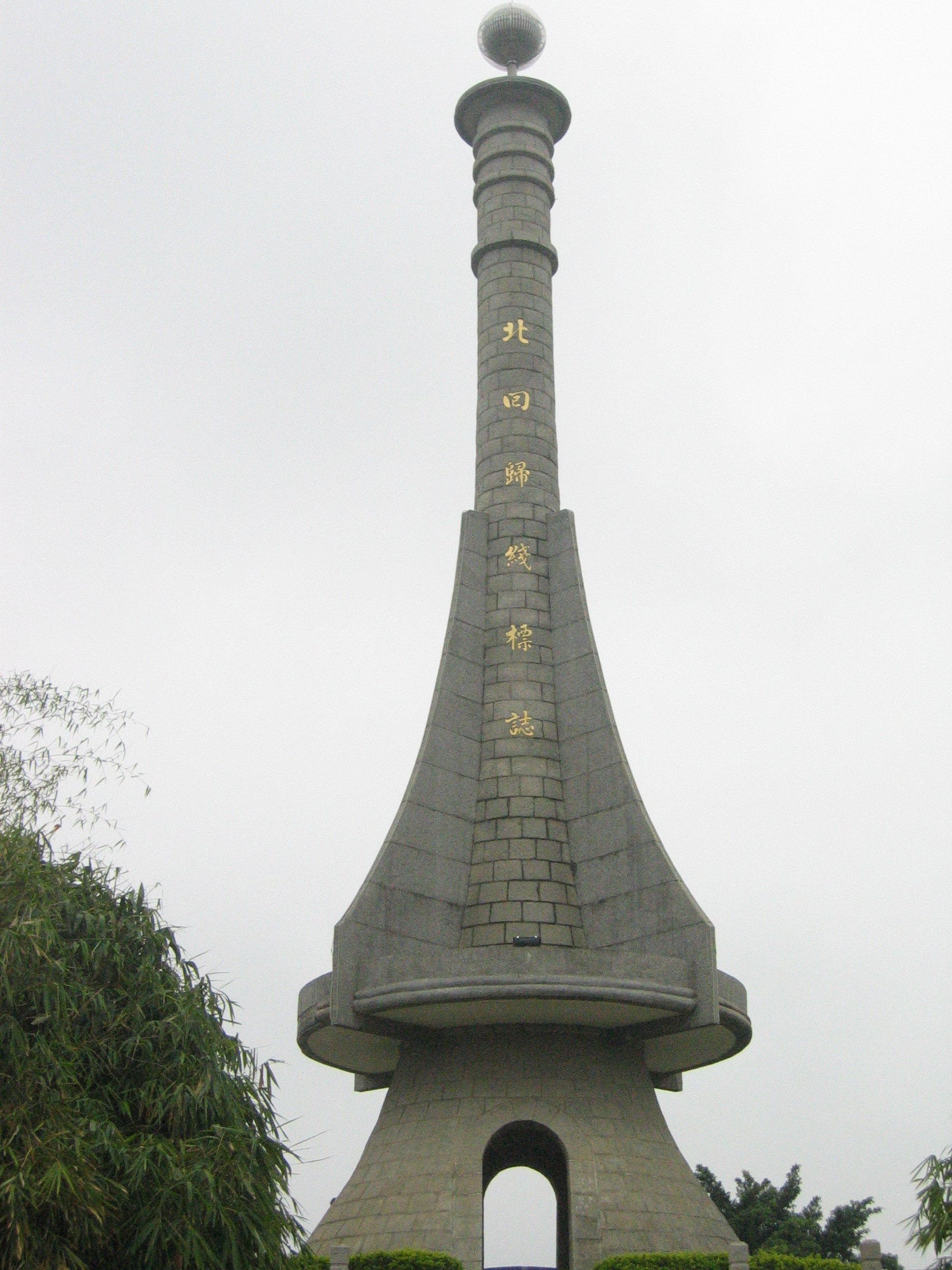
北回归线标志塔

广州北回归线标志塔為位于中国广东省廣州市从化区太平场油麻埔村三甲子北回归线标志塔公园內一块海拔25.6米的坡地上，是中国最具有代表性的天文、地理标志塔之一。
主体工程为塔形，分塔台、塔身和塔顶三部分，占地面积1.85万平方，混凝土花岗岩混砌结构。基部为坛式，由3个台阶组成，地面布局是以标志塔为中心的一个大圆，标有赤道，南、北回归线、南、北极圈。塔身为直立火箭形，高23.5米，暗示北回归线的纬度值，塔身连塔基共高30.4米。塔顶为一空心圆球，球中间有一圆孔，供太阳直射校验。每年夏至当日正午12时26分（UTC+8时），太阳直射球中孔，光影投影到塔底球面铜柱点上，此时当人站立在塔底下也没有身影。
该塔由广州市科委（广州市科技和信息化局）筹建，从化县政府承建。于1984年12月25日动工兴建，1985年12月17日竣工，翌年夏至日揭幕。广州市人民政府立石碑记事，指明此处为热带和北温带分界线。现已落成的占地28亩的北回归线标志塔公园，为科学和旅游景点。